# MS Design
MS Desgin – austriacka firma tuningowa z siedzibą w Roppen. Zajmuje się ona tuningiem mechanicznym i optycznym samochodów Abarth, Alfa Romeo, Audi, BMW, Chrysler, Citroën, Daewoo, FIAT, Ford, Honda, Hyundai, Jeep, Kia, Lancia, Mazda, Mercedes-Benz, Mini, Mitsubishi, Nissan, Opel, Peugeot, Porsche, Renault, Rover, SEAT, SsangYong, Skoda, Smart, Subaru, Suzuki, Toyota, Volvo, Volkswagen. W latach 1996–2003 MS Design tuningował samochody także pod marką Dreams AG.